# 루이 비뱅

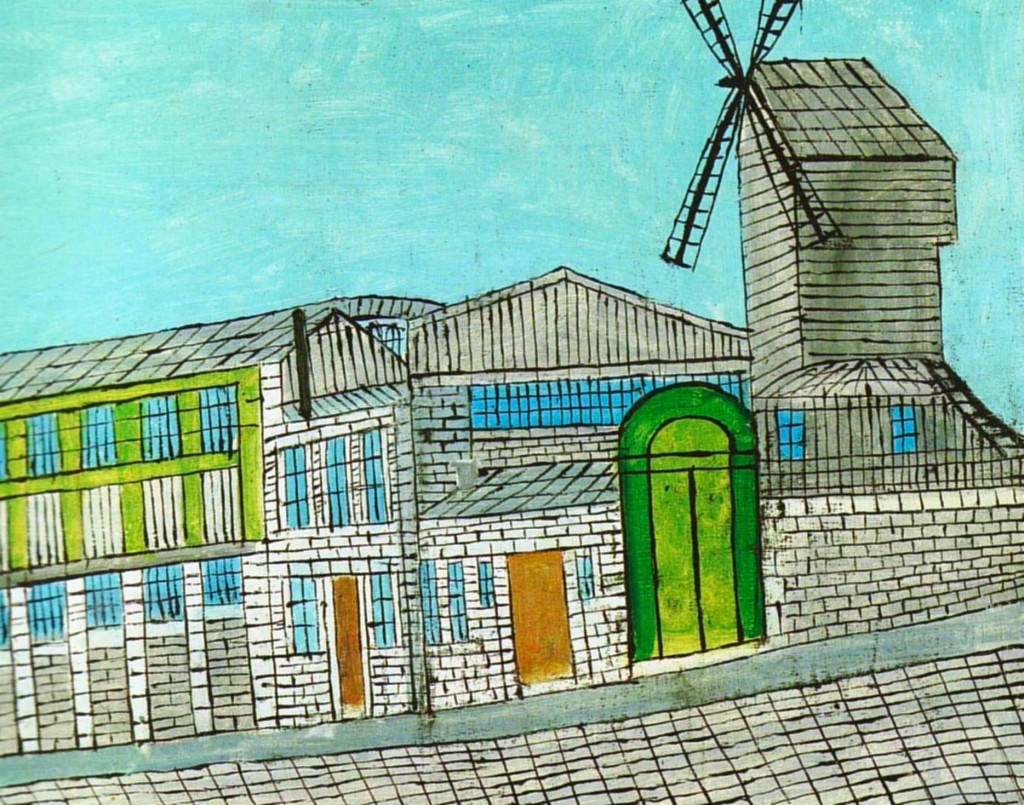
Vivin's Le Moulin de la Galette, 유화. 1926년

루이 비뱅(Louis Vivin, 1861년 7월 28일 ~ 1936년 5월 28일)은 프랑스의 화가이다. 보쥐 지방의 롤에서 출생한 그는 어릴 적에 이미 집안의 문이란 문은 그림으로 메웠다는 말이 전해지고 있다. 그러나 부친이 그의 화가 지망을 반대하였기 때문에 61세로 퇴직할 때까지 우체국에 근무하였다. 1889년 우체국 직원 작품 전시회에 처녀 출품한 이후 파리의 몽마르트르로 이사하여 유명한 사클레 크르를 중심으로 하는 몽마르트르의 풍경이 알맞는 화재(畵材)가 되었다. 그는 <교회의 내부>를 그리고 <폐병원(廢病院)>을 섬세한 종횡의 선으로 정성들여 그리고 있다. 이렇게 제작한 작품은 그물 눈처럼 섬세하고 아름다우며, 이것은 그가 늑대가 있는 숲속 나무를 그릴 때에도 마찬가지이며 장식미도 넘친다. 제2차 세계대전 후의 베르나르 뷔페가 그린 파리 풍경이 침침하며 실존주의적인 도회 풍경이라 한다면 비뱅의 풍경은 밝고 발랄한 도회의 풍경이라 하겠다. 그도 또한 우데에게 발탁된 화가였다.